# Марша Гант (акторка, 1946)
Марша Гант (англ. Marsha Hunt; нар. 15 квітня 1946, Філадельфія, США) — американська акторка, письменниця й колишня модель. Стала відомою завдяки ролі Діонн у лондонській постановці мюзиклу «Волосся».
Була в стосунках із Марком Боланом та Міком Джаггером, від якого народила дитину Каріс. За словами Гант, пісня Rolling Stones «Brown Sugar» була навіяна їхнім романом із Джаггером.
Марша Гант написала три романи, а також три томи автобіографії, де відверто розповіла про життя жінки з раком молочної залози.
Зараз живе переважно в Британії та Ірландії. 

## Фільмографія
| Рік  |    | Українська назва           | Оригінальна назва                     | Роль                 |
| ---- | -- | -------------------------- | ------------------------------------- | -------------------- |
| 1969 | кф | Голови                     | Heads                                 | -                    |
| 1971 | ф  | Ласкаво просимо до клубу   | Welcome to the Club                   | Лі Віт               |
| 1972 | ф  | Дракула, рік 1972          | Dracula A.D. 1972                     | Гейнор Кітінг        |
| 1982 | ф  | Шпиталь «Британія»         | Britannia Hospital                    | сестра Аманда Персіл |
| 1982 | ф  | Телепат                    | The Sender                            | медсестра Джо        |
| 1983 | ф  | Ніколи не кажи ніколи      | Never Say Never Again                 | таємний агент        |
| 1985 | ф  | Виття 2                    | Howling II: Your Sister Is a Werewolf | Маріанна             |
| 1988 | с  | Ставка на одиницю          | The Play on One                       | Ілві Роджерс         |
| 1989 | ф  | Маллінг на прізвисько Тенк | Tank Malling                          | Селена               |
| 1990 | с  | Нічний театр: Отелло       | Theatre Night: Othello                | Б'янка               |